# Scopelocheiropsis sublitoralis
Scopelocheiropsis sublitoralis is een vlokreeftensoort uit de familie van de Scopelocheiridae. De wetenschappelijke naam van de soort is voor het eerst geldig gepubliceerd in 2004 door Vinogradov.